# Нацагійн Багабанді
Нацагійн Багабанді (монг. Нацагийн Багабанди; нар. 22 квітня 1950, Завхан, Монголія) — президент Монголії з 1997 до 2005, та член Монгольської народно-революційної партії.

## Біографія
Закінчив Санкт-Петербурзький державний університет і Одеський технологічний інститут.
Він став головою Великого державного хуралу 22 травня 1992 (до 1996). У 1997 році виграв президентські вибори, був знову переобраний у 2001 році. Під час виборів 22 травня 2005 року, Намбарин Енхбаяр виграв вибори з 53,4% голосів, та змінив Нацагійна Багабанді на посаді президента.